# Siófoki kistérség
A Siófoki kistérség egy kistérség volt Somogy megyében, központja Siófok volt.

## Települései
| Ádánd  | Balatonendréd | Balatonszabadi | Balatonvilágos | Nagyberény | Nyim |
| Ságvár | Siófok        | Siójut         | Som            | Zamárdi    |      |

## Története
2013-ban a korábban a Veszprém megye Balatonalmádi kistérségéhez tartozó Balatonvilágos átkerült ide.